# 9Apps
9Apps是阿里巴巴集团移动事业群旗下的移动应用分发平台，是国际第三方安卓应用和游戏商店，海外安卓手机用户可以以免登录的方式下载手机应用和游戏。
9Apps品牌创建于2013年12月，用户覆盖印度、印尼、俄罗斯、巴西、东南亚和中东地区等10个新兴国家。截止2016年4月，该平台日均应用/游戏发行量超过2600万，月活跃用户超过2.5亿。

## 品牌历史
- 2012年12月，9Apps/9Game投入运营。
- 2013年9月，9Apps网页版正式上线[4]。
- 2014年3月，9Apps客户端上线。
- 2014年6月，9Apps印度办公室成立；发布印尼语和俄语版本。
- 2015年1月，9Apps全球日应用发行量突1000万。
- 2015年12月，9Apps成为“双印”市场最大的第三方安卓应用商店。
- 2016年2月，9Apps Facebook主页粉丝总数突破100万人[5]。
- 2016年3月，9Apps月活突破2亿。